# Olschnitz-Lind
Olschnitz-Lind je naselje v Občini Straßburg v Okraju Šentvid ob Glini na Koroškem v Avstriji.